# هاینی کانکلین
هاینی کانکلین (انگلیسی: Heinie Conklin؛ ‏ ۱۵ ژوئیهٔ ۱۸۸۶ – ۳۰ ژوئیهٔ ۱۹۵۹) بازیگر و تهیه‌کننده فیلم اهل ایالات متحده آمریکا بود. او یکی از اعضای اولیهٔ پلیس‌های کی‌استون بود.
از فیلم‌هایی که وی در آن نقش داشته‌است، می‌توان به یانکی دودل در برلین، کوچه هوگان، سالومه در برابر شنندوا، مخاطرات پائولین، قهرمان یک شهر کوچک، یک دزد دریایی زیرآبی، ماجرای پرشور هالیوود، هفت گناهکار، در جبهه غرب خبری نیست و ایده بزرگ اشاره کرد.